# Женевська конференція (1954)

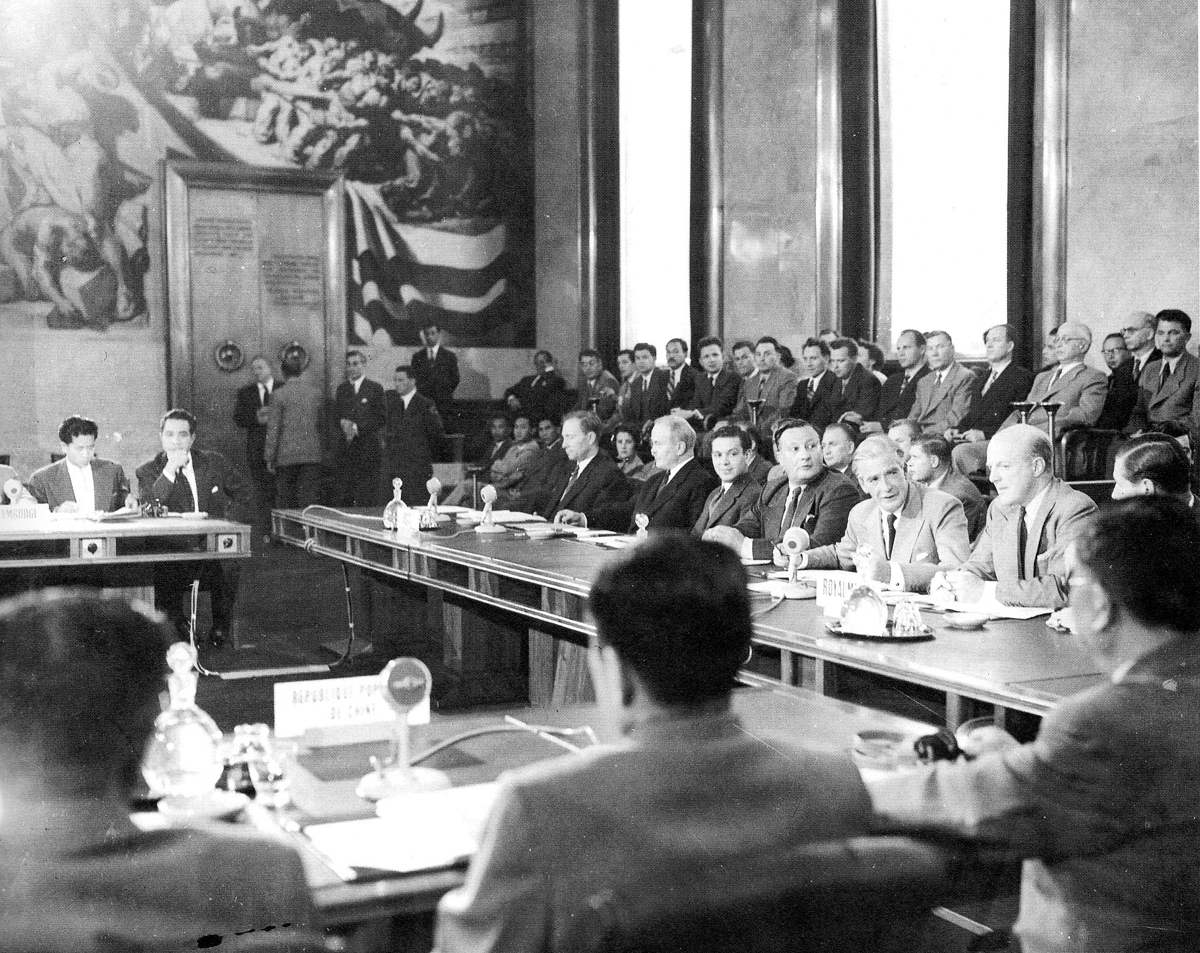
Останній день конференції

Женевська конференція — конференція, яка проходила в Женеві, Швейцарія, з 26 квітня по 20 липня 1954 року. Вона мала на меті врегулювати невирішені питання, що виникли внаслідок Корейської війни і першої війни в Індокитаї. Частина конференції з корейського питання завершилася без прийняття будь-яких декларацій або пропозицій, тому загалом вважається менш актуальною. Однак Женевські угоди, що стосуються ліквідації Французького Індокитаю, мали довгострокові наслідки. Розпад Французької імперії в Південно-Східній Азії привів до створення в кінцевому підсумку окремих держав Демократичної Республіки В'єтнам (Північний В'єтнам), Південний В'єтнам, Королівств Камбоджа і Лаос.
Корейською частиною конференції займалися дипломати з Південної Кореї, Північної Кореї, Китайської Народної Республіки (КНР), Союзу Радянських Соціалістичних республік (СРСР) і Сполучених Штатів Америки (США). Для Індокитаю сторони угоди укладалися між Францією, В'єтнамом, СРСР, КНР, США, Сполученим Королівством і майбутніми державами, створеними з Французького Індокитаю. Угода тимчасово розділила В'єтнам на дві зони: північну зону, яка керувалася повстанцями з В'єтнаму, і південну зону, яка управлятиметься державою В'єтнам, очолюваним колишнім імператором Бо Джі. У заключній декларації конференції, опублікованій британським головою конференції, передбачалося, що загальні вибори будуть проведені до липня 1956 року для створення єдиної В'єтнамської держави. Попри участь у розробці угод, вони не були підписані й прийняті делегатами як держави В'єтнам, так і Сполучених Штатів. Крім того, на конференції були підписані три окремих Угоди про припинення вогню, що охоплювали Камбоджу, Лаос і В'єтнам.

## Передумови
18 лютого 1954 року на Берлінській конференції учасники домовилися, що «Проблема відновлення миру в Індокитаї буде також обговорюватися на конференції, на яку будуть запрошені представники Сполучених Штатів, Франції, Сполученого Королівства, Союзу Радянських Соціалістичних Республік і Китайської Народної Республіки та інших зацікавлених держав.»
Конференція відбулася в Палаці Націй в Женеві 26 квітня 1954 року. Першим пунктом порядку денного є корейське питання, за яким слід Індокитай.

### Корея
Перемир'я, підписане в кінці Корейської війни, вимагало політичної конференції протягом трьох місяців-терміни, які не були дотримані —
…для врегулювання шляхом переговорів питань виведення всіх іноземних сил з Кореї, мирного врегулювання корейського питання і т. д.

### Індокитай
У зв'язку з деколонізацією в Азії Франція була змушена відмовитися від своєї влади над Індокитаєм (Лаосом, Камбоджею і В'єтнамом). У той час як Лаос І Камбоджа отримали незалежність, Франція вважала за краще залишитися у В'єтнамі. Це закінчилося війною між французькими військами і в'єтнамськими націоналістами на чолі з Хо Ши Міном. Армія останнього, В'єтмінь, вела партизанську війну, а французи використовували традиційні західні технології. Вирішальним фактором стала битва при Дьєнб'єнфу в 1954 році, де французи зазнали тяжкої поразки. Це привело до виведення французьких військ і Женевської конференції.
Було вирішено, що В'єтнам буде розділений по 17-й паралелі до 1956 року, коли мали відбутися демократичні вибори під міжнародним контролем. Протягом 300 днів населенню було дозволено мігрувати між країнами (операція «Переїзд до свободи»). Із пропозицією погодилися майже всі зацікавлені сторони за винятком США. Зокрема, Хо Ші Мін мав сильну підтримку на Півночі, яка була густіше населена, ніж Південь, і тому він був упевнений, що виграє вибори. США виступали проти проведення виборів на тій підставі, що вони не хотіли бачити поширення комунізму за ефектом доміно по всій Азії. Уряд США відмовився визнати угоди і допоміг побудувати окрему антикомуністичну державу під керівництвом Нго Дінь Дьєма на сильно сфальсифікованих виборах у Південному В'єтнамі, а в 1956 році США підтримали відмову Південного В'єтнаму провести загальнонаціональні вибори в консультації з Північним В'єтнамом.

## Корея
Представник Південної Кореї запропонував, щоб південнокорейський уряд був єдиним законним урядом в Кореї, а на Півночі було проведено вибори під наглядом ООН, китайські сили мали бути виведені,  сили ООН залишалися поліцейськими силами. Північнокорейський представник запропонував провести вибори на всій території Кореї, щоб усі іноземні сили покинули країну завчасно, щоб вибори проводилися всекорейською комісією, що складається з рівних частин з Північної й Південної Кореї, щоб зміцнити загальні економічні та культурні відносини між Північчю і Півднем.
Китайська делегація запропонувала поправку, що передбачала контроль за виборами з боку групи нейтральних держав, яку Північ прийняла. США підтримали позицію Південної Кореї, заявивши, що СРСР хоче перетворити Північну Корею на маріонеткову державу. Більшість союзників зберігали мовчання, і принаймні Британія вважала, що американо-Південнокорейська пропозиція буде визнана необґрунтованою[джерело?].
Представник Південної Кореї запропонував провести всекорейські вибори відповідно до конституційних процедур Південної Кореї й під наглядом ООН. 15 червня, в останній день конференції з корейського питання, СРСР і Китай виступили з заявами на підтримку єдиної, демократичної, незалежної Кореї, заявивши, що переговори з цією метою слід поновити у відповідний час. Делегації Бельгії і Великої Британії заявили, що, хоча вони не збираються приймати «радянські й китайські пропозиції, це не означає відмову від ідей, які містяться в них». Зрештою учасники конференції не погодили ніякої спільної заяви.

## Індокитай
Хоча делегати почали збиратися в Женеві з кінця квітня, дискусії з Індокитаю почалися тільки 8 травня 1954 року. Напередодні в'єтнамці здобули рішучу перемогу над силами французького союзу в Дьєнб'єнфу.
У західних союзників не було єдиної позиції щодо того, чого мала досягти конференція щодо Індокитаю. Ентоні Іден, який очолював британську делегацію, висловився за врегулювання конфлікту шляхом переговорів. Жорж Бідо, який очолював французьку делегацію, вагався і прагнув зберегти якісь позиції Франції в Індокитаї, щоб виправдати минулі жертви, навіть коли воєнний стан країни погіршувався. США підтримували французів в Індокитаї протягом багатьох років, і республіканська адміністрація Ейзенхауера воліла, щоб її не можна було звинуватити в черговій «Ялті» або «втраті» Індокитаю.
Адміністрація Ейзенхауера розглядала можливість нанесення авіаударів у підтримку французів у Дьєнб'єнфу, але не змогла домогтися від ключових союзників, таких як Сполучене Королівство, прихильності спільних дій. Ейзенхауер побоювався втягнення в «іншу Корею», яке буде вкрай непопулярним серед американської громадськості. Міркування внутрішньої політики США сильно вплинули на позицію країни в Женеві. 29 квітня оглядач Волтер Ліппманн писав, що «американська позиція в Женеві неможлива доти, доки у провідних сенаторів-республіканців немає ніяких умов для світу, крім беззастережної капітуляції ворога, і ніяких умов для вступу у війну, окрім як у колективних діях, у яких тепер ніхто не хоче брати участь.» Під час конференції США не визнавали Китайську Народну Республіку. Державний секретар Джон Фостер Даллес, антикомуніст, заборонив будь-які контакти з китайською делегацією, відмовившись потиснути руку Чжоу Еньлаю, провідному китайському переговірнику.
Даллес посварився з делегатом Великої Британії Ентоні Іденом через передбачувану нездатність Великої Британії підтримати спільні дії і позицію США щодо Індокитаю; він залишив Женеву 3 травня і його замінив заступник Волтер Беделл Сміт. В'єтнамська держава відмовлялася брати участь у переговорах доти, доки Бідо не написав Бо Джі запевнення, що ніяка угода не розділить В'єтнам.
Бідо відкрив конференцію 8 травня, запропонувавши припинення бойових дій, припинення вогню, звільнення полонених і роззброєння нерегулярних формувань, попри фактичну капітуляцію французів у Доньєнб'єні напередодні.
10 травня голова делегації Демократичної Республіки В'єтнам (ДРВ) Пхум Вен Донг виклав свою позицію, запропонувавши припинення вогню; розведення протиборчих сил; заборону на введення нових сил в Індокитай; обмін полоненими; незалежність і суверенітет В'єтнаму, Камбоджі й Лаосу; вибори єдиного уряду в кожній країні; виведення всіх іноземних військ з Індокитаю і допуск представників Патет Лао і кхмерів Іссарака на конференцію. Фам Ван Донг вперше запропонував тимчасовий поділ В'єтнаму 25 травня. Після перемоги при Дьєнб'єнфу положення Франції у дельті Червоної річки погіршилося, і припинення вогню та розведення, мабуть, не були в інтересах ДРВ. Схоже, що керівництво ДРВ вважало співвідношення сил майже рівним і переймалося моральними проблемами у військах та серед своїх прихильників після восьми років війни. Тернер стверджував, що в'єтнамці могли б продовжити продовжити бойові дії й затягувати переговори для досягнення більш сприятливих умов, якби не китайський і радянський тиск на них щодо припинення бойових дій. Поширеною була думка про те, що уряд Дьєма впаде, залишивши В'єтміню контроль над усім регіоном.
12 травня ДРВ відкинула будь-який поділ країни, і США висловили аналогічну позицію наступного дня. Французи прагнули здійснити фізичний поділ протиборчих сил на анклави по всій країні, відомий як підхід «леопардової шкури». Французька пропозиція передбачала передачу ДРВ/В'єтміню півострова Ка-Мау, трьох анклавів поблизу Сайгона, великих районів Аннама і Тонкіна; сили Франції мали зберегти більшість міських районів і дельту Червоної річки, включаючи Ханой і Хайфон, що дозволяло б їм, у разі необхідності, відновити бойові дії на Півночі.
За лаштунками конференції уряди США та Франції продовжували обговорювати умови можливого військового втручання США в Індокитай. до 29 травня США і французи досягли угоди про те, що, якщо конференція не зможе досягти прийнятного мирної угоди, Ейзенхауер буде домагатися схвалення Конгресу на військове втручання в Індокитаї. однак після обговорень з урядами Австралії та Нової Зеландії, в яких стало очевидно, що ні одне з них не підтримає військове втручання США, повідомлення про падіння морального духу серед сил французького союзу і опозиції з боку начальника штабу армії Метью Ріджуея, США почали відходити від інтервенції і продовжували виступати проти переговорного врегулювання.до початку-середині червня США почали розглядати можливість того, що замість того, щоб підтримувати французів в Індокитаї, було б краще, щоб французи пішли, а США підтримали нові індокитайські держави. Це усуне сліди французького колоніалізму. Не бажаючи підтримувати пропонований поділ або втручання, до середини червня США вирішили відмовитися від участі в конференції.
15 червня В'ячеслав Молотов запропонував, щоб контроль за припиненням вогню здійснювала спостережна комісія під головуванням нейтральною Індії. 16 червня Чжоу Еньлай заявив, що ситуації у В'єтнамі, Камбоджі і Лаосі не є однаковими і мають розглядатися окремо. Він запропонував розглядати Лаос і Камбоджу як нейтральні країни, якщо у них немає іноземних баз. 18 червня Фам Ван Донг заявив, що в'єтнамці будуть готові вивести свої війська з Лаосу і Камбоджі, якщо в Індокитаї не будуть створені іноземні бази. удаване пом'якшення Комуністичної позиції, мабуть, було викликано зустріччю між ДРВ, китайською і Радянською делегаціями 15 червня, на якій Чжоу попередив В'єтміня про те, що його військову присутність в Лаосі і Камбоджі загрожує підірвати переговори щодо В'єтнаму. Це стало серйозним ударом по ДРВ, яке намагалося забезпечити, щоб Патет Лао і Кхмер Иссарак приєдналися до урядів Лаосу і Камбоджі, відповідно, під керівництвом ДРВ. Китайці, ймовірно, також прагнули забезпечити, щоб Лаос І Камбоджа в майбутньому перебували не під впливом В'єтнаму, а під впливом Китаю.
18 червня, після вотуму недовіри, уряд французького Ланієля пало і було замінено Коаліцією з радикальним П'єром Мендесом Франсом в якості прем'єр-міністра 419 голосами проти 47 при 143 утрималися. до краху уряду Ланиэля Франція визнала В'єтнам «повністю незалежною і суверенною державою» 4 червня. Будучи давнім супротивником війни, Мендес Франс пообіцяв Національним зборам, що він піде у відставку, якщо йому не вдасться домогтися припинення вогню протягом 30 днів. Мендес Франція зберегла МЗС за себе, і Бідо покинув конференцію.нове французьке уряд відмовився від раніше даних державі В'єтнам запевнень у тому, що Франція не буде переслідувати або приймати розділ, і вступила в таємні переговори з делегацією В'єтнаму, минаючи держава В'єтнам, щоб укластися в терміни, встановлені самим Мендесом Францією.23 червня Мендес Франс таємно зустрівся з Чжоу Еньлаєм у французькому посольстві в Берні. Чжоу виклав китайську позицію про те, що необхідно негайне припинення вогню, що три країни мають розглядатися окремо, і що два уряди, існуючі у В'єтнамі, будуть визнані. Мендес Франс повернувся до Парижа. Наступного дня він зустрівся зі своїми головними радниками в Індокитаї. Генерал Поль Елі змалював погіршення воєнного стану у В'єтнамі, а Жан Шовель припустив, що ситуація на місцях вимагає розділу на 16-й або 17-й паралелі. Всі троє погодилися з тим, що уряду Бао Дай потрібен час для зміцнення своїх позицій і що допомога США буде мати життєво важливе значення. Можливість збереження Ханоя і Хайфона або просто Хайфона була відкинута, оскільки французи вважали кращим домагатися розділу без анклавів В'єтміня на півдні.
16 червня, через дванадцять днів після того, як Франція надала повну незалежність державі В'єтнам, Бао Дай призначив Нго Дінь Дьєма прем'єр-міністром замість б'ю Лека. Дьєм був переконаним націоналістом, як антифранцузьким, так і антикомуністичним, з сильними політичними зв'язками в США. Дьєм погодився зайняти цю посаду, якщо він отримає всі цивільні і військові повноваження. Дьєм і його міністр закордонних справ Тран Ван До були категорично проти розділу.
У Женеві пропозиція держави В'єтнам включала "припинення вогню без демаркаційної лінії"і" контроль з боку Організації Об'єднаних Націй"… адміністрації всієї країни [і] загальних виборів, коли Організація Об'єднаних Націй вважає, що порядок і безпеку будуть скрізь повністю відновлені.28 червня після англо-американського саміту у Вашингтоні Велика Британія та США випустили спільне комюніке, в якому говорилося, що в разі провалу конференції "міжнародна ситуація серйозно загостриться."Сторони також домовилися про секретному списку із семи мінімальних результатів, які обидві сторони будуть поважати": збереження некомуністичного Південного В'єтнаму (плюс анклав в дельті Червоної річки, якщо це можливо), майбутнє возз'єднання розділеного В'єтнаму і цілісність Камбоджі і Лаосу, включаючи видалення всіх сил В'єтміня.
Також 28 червня tạ Quang Bửu, старший парламентер DRV, закликав до того, щоб лінія розділу була на 13-й паралелі, виведення усіх сил французького союзу з півночі протягом трьох місяців після припинення вогню і Патет-Лао мав фактичний суверенітет над східним Лаосом.
З 3 по 5 липня Чжоу Еньлай зустрічався з Хо Ші Мінем та іншими старшими керівниками ДРВ в Лючжоу. Велика частина першого дня була витрачена на обговорення військової ситуації і балансу сил у В'єтнамі, Giáp пояснив, що в той час як
Дьєн Бьєн Фу являв собою колосальну поразку Франції … вона була далека від поразки. Вона зберегла чисельну перевагу-близько 470 000 військовослужбовців, приблизно половина з яких в'єтнамці, проти 310 000 на стороні В'єтміня, а також контроль над великими містами В'єтнаму (Ханой, Сайгон, Хюе, Туран (Дананг)). Таким чином, незважаючи на Дьєн Бьєн Фу, ГІАП продовжував, що фундаментальна зміна балансу сил ще не відбулося.
Вей Гоцин, головний китайський військовий радник В'єтнаму, сказав, що згоден. — Якщо США не втрутяться, — запитав Чжоу, — і якщо Франція направить більше військ, скільки часу нам буде потрібно, щоб захопити весь Індокитай?- У кращому випадку, — відповів ГІАП, — повна перемога може бути досягнута за два-три роки. В гіршому випадку? Від трьох до п'яти років."
У другій половині дня Чжоу " запропонував довгу експозицію про широке міжнародне охоплення конфлікту в Індокитаї … і про необхідність запобігти американському втручанню у війну. Враховуючи сильну ворожість Вашингтона до китайської революції … слід припустити, що нинішня адміністрація не буде діяти, якщо В'єтмінь спробує здобути повну перемогу."Отже, « якщо ми просимо занадто багато чого в Женеві і світ не досягнутий, то безсумнівно, що США буде втручатися, надаючи Камбоджі, Лаосу та Бао Дай зброю і боєприпаси, допомагаючи їм навчати військовий персонал і створюючи там військові бази … Центральне питання», сказав Чжоу Хо, «запобігти втручанню Америки» і " досягти мирного врегулювання."До Лаосу і Камбоджі потрібно було б ставитися по-іншому і дозволити їм іти своїм шляхом, якщо б вони не приєдналися до військового союзу або не дозволили іноземні бази на своїй території. Уряд Мендеса у Франції, поклявся досягти врегулювання шляхом переговорів, повинен отримати підтримку, побоюючись, що воно впаде і буде замінено урядом, прихильним продовженню війни." Хо сильно натиснув, щоб лінія розділу була на 16-ї паралелі, в той час як Чжоу зазначив, що маршрут 9, єдиний сухопутний маршрут з Лаосу в Південнокитайське море, проходив ближче до 17-ї паралелі.
Через кілька днів відбувся шостий пленум ЦК Компартії В'єтнаму. Хо Ши Мін і генеральний секретар чин чин по черзі підкреслювали необхідність якнайшвидшого політичного врегулювання, щоб запобігти військове втручання Сполучених Штатів, які тепер є «головним і прямим ворогом» В'єтнаму. -У новій ситуації ми не можемо слідувати старій програмі, — заявив Хо. "Перш нашим девізом було: " війна опору до перемоги."Тепер, у світлі нової ситуації, ми повинні дотримуватися нового девізу: світ, об'єднання, Незалежність і демократія. Для успіху переговорів обом сторонам потрібно дух компромісу, і більше не може бути розмов про знищення та знищення всіх французьких військ. Необхідна демаркаційна лінія, що дозволяє тимчасово перегрупувати обидві сторони …"Пленум схвалив аналіз Хо, прийнявши резолюцію на підтримку компромісного рішення про припинення бойових дій. Однак Хо і Чионг Чинь явно стурбовані тим, що після такої угоди в Женеві виникне внутрішнє невдоволення і «лівий ухил», і зокрема, аналітики не зможуть побачити складність ситуації і недооцінити силу американських і французьких противників. Тому вони нагадали своїм колегам, що Франція збереже контроль над значною частиною країни і що люди, які живуть у цьому районі, можуть бути збентежені, відчужені і уразливі для ворожих маніпуляцій.
«Ми повинні дати зрозуміти нашому народові, — сказав Хо,-що в інтересах всієї країни, заради довгострокових інтересів, вони повинні прийняти це, тому що це славна річ, і вся країна вдячна за це. Ми не повинні дозволяти людям мати песимістичне і негативне мислення; замість цього ми повинні заохочувати народ до продовження боротьби за виведення французьких військ і забезпечення нашої незалежності.»
Конференція відновилася 10 липня, і Мендес Франс прибув, щоб очолити французьку делегацію. держава В'єтнам продовжував протестувати проти розділу, який став неминучим, з єдиним питанням, де повинна бути проведена лінія.: Волтер Беделл Сміт з США прибув до Женеви 16 липня, але американської делегації було доручено уникати прямого зв'язку з переговорами.
Всі сторони на конференції закликали до проведення виборів з метою возз'єднання, але не змогли узгодити деталі. Фам Ван Донг запропонував провести вибори під наглядом «місцевих комісій»."США за підтримки Великої Британії і асоційованих держав В'єтнаму, Лаосу і Камбоджі запропонували ООН нагляд. Це було відкинуто Молотовим, який виступав за створення комісії з рівним числом комуністів і некомуністів, яка могла б вирішувати «важливі» питання тільки за одностайною згодою. учасники переговорів не змогли домовитися про дату виборів для возз'єднання. ДРВ стверджував, що вибори повинні бути проведені протягом шести місяців після припинення вогню, і західні союзники прагнули не мати крайнього терміну. Молотов запропонував Червень 1955 року, потім пізніше пом'якшився в 1955 році і, нарешті, в липні 1956 року.:610 уряд Дьєма підтримав вибори з возз'єднання, але тільки під ефективним міжнародним контролем; воно стверджувало, що справді вільні вибори неможливі на тоталітарній півночі.
Женевська Конференція, 21 Липня 1954 Року. Останнє пленарне засідання по Індокитаю в Палаці Націй. Другий зліва В'ячеслав Молотов, 2 невпізнаних росіян, Ентоні Іден, сер Гарольд Каччі і У. Д. Аллен. На передньому плані делегація Північного В'єтнаму.
У другій половині дня 20 липня залишаються невирішеними питання були вирішені, оскільки сторони домовилися про те, що лінія розділу повинна знаходитися на 17-й паралелі і що вибори для возз'єднання повинні відбутися в липні 1956 року, через два роки після припинення вогна года про припинення військових дій у В'єтнамі" було підписано тільки французьким і в'єтнамським військовими командуваннями, повністю минаючи державу В'єтнам. за пропозицією Чжоу Еньлая, Міжнародної контрольної комісії (МТП) під головуванням Індії, членами якої є Канада та Польща, був призначений відповідальним за контроль за припиненням вогню. оскільки питання мали вирішуватися одноголосно, присутність Польщі в МКС надало комуністам ефективне право вето на нагляд за договором. у непідписаній «заключній декларації Женевської конференції» містився заклик до проведення виборів з метою возз'єднання, які, як очікувала більшість делегатів, проходитимуть під наглядом МКС. В'єтнам ніколи не визнавав повноважень МКС щодо таких виборів, заявляючи, що "компетенція МКС повинна обмежуватися наглядом та контролем за здійсненням угоди про припинення військових дій обома сторонами. З дев'яти присутніх делегатів тільки Сполучені Штати і держава В'єтнам відмовилися прийняти декларацію. Беделл Сміт виступив з «одностороннім заявою» позиції США, повторивши: «ми будемо прагнути до досягнення єдності допомогою вільних виборів, контрольованих організацією об'єднаних націй, щоб забезпечити їх справедливий проведення.»
У той час як три угоди (пізніше відомі як Женевські угоди) були датовані 20 липня (щоб вкластися у 30-денний термін Мендеса Франції), вони були фактично підписані вранці 21 липня.

## Забезпечення
Угод, які були опубліковані 21 липня 1954 року, викладені наступні умови щодо В'єтнаму: «тимчасова військова демаркаційна лінія», що проходить приблизно вздовж 17-й паралелі, «по обидві сторони якої сили обох сторін перегрупуються після їх виводу».
демілітаризована зона шириною 4,8 км по обидві сторони демаркаційної лінії
Сили французького союзу перегрупуються на південь від лінії, а В'єтнам-на північ
вільне пересування населення між зонами протягом трьохсот днів
ні зони, щоб приєднатися до якого-небудь військового союзу або шукати військове підкріплення
створення міжнародної контрольної комісії у складі Канади, Польщі та Індії в якості голови, для контролю за припиненням вогню
Угоду підписали Демократична Республіка В'єтнам, Франція, Китайська Народна Республіка, Радянський Союз і Сполучене Королівство. Держава В'єтнам відкинуло цю угоду, в той час як Сполучені Штати заявили, що вони «взяли до відома» угоди про припинення вогню і заявили, що вони «утримаються від загрози силою або її застосування для їх порушення».
Якщо відкинути якесь конкретне уявлення про те, що розділ був постійним, то у статті 6 Без підпису міститься заключна декларація: "конференція визнає, що основна мета угоди, що стосується В'єтнаму, полягає у врегулюванні військових питань з метою припинення військових дій і що військова демаркаційна лінія є тимчасовою і жодним чином не повинна тлумачитися як складова політичну або територіальну кордон.
Сили французького союзу перегрупуються на південь від лінії, а В'єтнам-на північ
вільне пересування населення між зонами протягом трьохсот днів
ні зони, щоб приєднатися до якого-небудь військового союзу або шукати військове підкріплення
створення міжнародної контрольної комісії у складі Канади, Польщі та Індії в якості голови, для контролю за припиненням вогню
Угоду підписали Демократична Республіка В'єтнам, Франція, Китайська Народна Республіка, Радянський Союз і Сполучене Королівство. Держава В'єтнам відкинуло цю угоду, в той час як Сполучені Штати заявили, що вони «взяли до відома» угоди про припинення вогню і заявили, що вони «утримаються від загрози силою або її застосування для їх порушення».
Якщо відкинути якесь конкретне уявлення про те, що розділ був постійним, то у статті 6 Без підпису міститься заключна декларація: «конференція визнає, що основна мета угоди, що стосується В'єтнаму, полягає у врегулюванні військових питань з метою припинення військових дій і що військова демаркаційна лінія є тимчасовою і жодним чином не повинна тлумачитися як складова політичну або територіальну кордон.»
Сторони, що підписали окремі угоди з Королівством Камбоджа і Королівством Лаос щодо Камбоджі і Лаосу, відповідно.
Британська і Комуністична китайські делегації досягли домовленості в кулуарах конференції з поліпшення своїх дипломатичних відносин.

## Реакція
ДРВ в Женеві погодилися на набагато гірше врегулювання, ніж вказувала військова ситуація на місцях. «Для Хо Ши Міна не було можливості обійти той факт, що його перемога, якою б безпрецедентною і приголомшуючою вона не була, була неповною і, можливо, тимчасовою. Бачення, яке завжди гнало його вперед, бачення „великого Союзу“ всіх в'єтнамців, майнуло на мить в 1945—1946 роках, а потім було втрачено в подальшій війні. Тепер, незважаючи на перемогу над французькими військовими, мрія залишилася нереалізованою …» це було почасти внаслідок великого тиску, що чиниться Китаєм (Фам Ван Донг, як стверджується, сказав на одному із заключних переговорних засідань, що Чжоу Еньлай двічі перетнув ДРВ) і Радянським Союзом для своїх власних цілей, але у В'єтминя були свої власні причини погодитися на переговорне врегулювання, головним чином їх власні побоювання щодо балансу сил і страх перед втручанням США.
Франція домоглася набагато кращих результатів, ніж можна було очікувати. На початку конференції Бідо заявив, що він грає з «двійкою треф і трійкою бубон», в той час як у DRV є кілька тузів, королів і королев, але Жан Шовель був більш обачний: «немає хорошого кінця поганому бізнесу.»
На прес-конференції 21 липня президент Ейзенхауер висловив задоволення тим, що припинення вогню було укладено, але заявив, що США не є стороною угод або пов'язані з ними, оскільки вони містять положення, що його адміністрація не може підтримати.

## Наслідки
9 жовтня 1954 триколор був востаннє спущений в Ханойської цитаделі, і останні сили французького союзу покинули місто, перейшовши міст Поля Думера на шляху в Хайфон для посадки.
В'єтнамські біженці-антикомуністи, які перебралися з французького десантного корабля ЛСМ на американський корабель «Монтегю» під час операції «прохід до свободи» в серпні 1954 року.
Для комуністичних сил, які відіграли важливу роль у розгромі французів, ідеологія комунізму та націоналізму були пов'язані. Багато співчуваючих комуністам дивилися на Південний В'єтнам як на пережиток французької колонії, а пізніше-як на маріонетковий американський режим. З іншого боку, багато хто бачив у Північному В'єтнамі маріонетку Комуністичного Інтернаціоналу.
Після припинення бойових дій сталася велика міграція. Північно-в'єтнамці, особливо католики, інтелектуали, бізнесмени, землевласники, антикомуністичні демократи і представники середнього класу, перемістилися на південь від лінії припинення вогню, передбаченої угодами, під час операції «перехід до свободи». МКС повідомив, що щонайменше 892 876 Північно-в'єтнамців були оброблені через офіційні пункти для біженців, в той час як журналісти повідомили, що ще 2 мільйони людей могли бігти без присутності солдатів В'єтміня, які часто били і іноді вбивали тих, хто відмовлявся повертатися. ЦРУ спробував ще більше вплинути на католицьких в'єтнамців гаслами, такими як «Діва Марія рухається на південь».в той же час 52 000 чоловік з півдня вирушили на північ, в основному члени В'єтміня та їх сім'ї.
США замінили французів в якості політичної підтримки Нго Дінь Дьєма, прем'єр-міністра держави В'єтнам, який стверджував свою владу на півдні. Женевська конференція не надала будь-яких конкретних механізмів для проведення національних виборів, запланованих на 1956 рік, і Дьєм відмовився їх проводити, пославшись на те, що Південь не підписав і не пов'язаний Женевськими угодами і що проведення вільних виборів на Комуністичному Півночі неможливо. Замість цього він намагався розтрощити комуністичну опозицію.
20 травня 1955 сили французького союзу відступили з Сайгона на прибережні бази, а 28 квітня 1956 останні французькі війська покинули В'єтнам.
Північний В'єтнам порушив Женевські угоди, не вивівши всі війська В'єтминя з Південного В'єтнаму, придушивши пересування біженців з Північного В'єтнаму і провівши військове нарощування, яке більш ніж подвоїла кількість озброєних дивізій в армії Північного В'єтнаму, в той час як армія Південного В'єтнаму була скорочена на 20 000 чоловік. американські військові радники продовжували підтримувати армію Республіки В'єтнам, яка була створена в якості заміни в'єтнамської національної армії. Невдача возз'єднання призвела до створення урядом Хо Ші Міна Фронту національного визволення (більш відомого як В'єтконг). Їм тісно допомагала Народна армія В'єтнаму (VPA) Півночі, також відома як армія Північного В'єтнаму. Результатом стала В'єтнамська війна.
Історик Джон Льюїс Геддис сказав, що угоди 1954 року "були складені так поспішно і двозначно, що з точки зору міжнародного права немає сенсу говорити про порушення з обох сторін.